# جغرافیای فلوریدا
فلوریدا، جنوبی‌ترین ایالت آمریکا، شبه‌جزیره‌ای است که از جنوب شرقی این قاره بیرون زده و از شمال با ایالت‌های آلاباما و جورجیا همسایه است. سواحل طولانی این ایالت که در آمریکا بی‌نظیر است، از شرق به اقیانوس اطلس و از غرب به خلیج مکزیک می‌رسد. همین موقعیت جغرافیایی خاص باعث شده که فلوریدا ارتفاع کمی از سطح دریا داشته باشد و تنوع زیستی و منابع آبی فراوانی در آن شکل بگیرد. این شبه‌جزیره، آب و هوای معتدل و نیمه‌گرمسیری دارد و همین باعث شده که از جنگل‌های انبوه گرفته تا دشت‌های وسیع و تپه‌های شنی و باتلاق‌ها، همه نوع منظره‌ای را در خود جای بدهد.
فلوریدا در جنوب شرقی‌ترین نقطه ایالات متحده قرار دارد. از شمال با آلاباما و جورجیا هم‌مرز است. فلوریدا در شرق توسط اقیانوس اطلس، در جنوب توسط تنگه فلوریدا و در غرب توسط خلیج مکزیک احاطه شده است. شبه‌جزیره فلوریدا به داشتن بزرگ‌ترین خط ساحلی در ایالات متحده هم‌مرز شناخته شده است و با این خط ساحلی، فلوریدا دارای برخی از زیباترین سواحل جهان است که بخش بزرگی از صنعت گردشگری را در ایالت هدایت می‌کند.
موقعیت جغرافیایی فلوریدا نقش مهمی در تاریخ پر فراز و نشیب و شخصیت امروزی این ایالت داشته است. بیشتر فلوریدا روی شبه‌جزیره‌ای قرار دارد که از جنوب شرقی آمریکای شمالی بیرون زده و اقیانوس اطلس را از خلیج مکزیک جدا می‌کند. این ایالت فقط با دو ایالت دیگر، جورجیا و آلاباما، مرز زمینی دارد و نزدیک‌ترین همسایه خارجی‌اش جزایر باهاما است. فلوریدا جنوبی‌ترین ایالت آمریکا است و جنوبی‌ترین نقطه‌اش از جنوب کالیفرنیا هم پایین‌تر است. مجمع‌الجزایر فلوریدا کیز هم تا نزدیکی رأس‌السرطان امتداد دارد. خط ساحلی فلوریدا بسیار طولانی است (۱۳۵۰۰ کیلومتر) و در این زمینه فقط آلاسکا از آن پیشی می‌گیرد. فلوریدا ۴۵ زیست‌بوم زمینی دارد، از جزایر کوچک با جنگل‌های نیمه‌گرمسیری گرفته تا دشت‌های خشک، تپه‌های شنی، درختچه‌زارها و جنگل‌های پست. با اینکه اختلاف ارتفاع در فلوریدا زیاد نیست، همین چند متر اختلاف هم باعث تنوع چشم‌اندازها شده است؛ مثلاً در جنگل‌های مسطح، افت‌های نامحسوس ارتفاع باعث ایجاد باتلاق‌ها و مرداب‌های مختلف می‌شود. در شمال غربی فلوریدا هم صخره‌های بلند و دره‌های عمیق در کنار رودخانه آپالاچیکولا دیده می‌شوند.
فلوریدا ۱۲۰۰ مایل خط ساحلی دارد که شامل خورها، بسترهای علف دریایی، باتلاق‌های حرا و صخره‌های مرجانی می‌شود. اینها به همراه هزاران دریاچه، رودخانه و چشمه آب شیرین، محل زندگی گونه‌های آبزی فراوانی هستند. بالا و پایین رفتن سطح دریاها در طول هزاران سال، باعث رسوب سنگ آهک و ایجاد غارها، فروچاله‌ها و بیش از ۳۰۰ چشمه شده است. در گذشته، پشته‌های شنی مرکز فلوریدا جزیره‌هایی بودند که گیاهان و جانورانشان به‌صورت گونه‌های منحصربه‌فردی تکامل یافتند. آب و هوای فلوریدا نیمه‌گرمسیری و گرمسیری است و همین باعث شده که در کنار زمین‌شناسی خاصش، تنوع زیستگاهی زیادی داشته باشد. تنوع جغرافیایی فلوریدا به دسته‌های طبیعی مثل حوزه‌های آبخیز، کریدورها و مناطق بوم‌شناختی تقسیم می‌شود که به برنامه‌ریزی برای حفاظت از محیط زیست کمک می‌کند.
بخش عمده فلوریدا پست و هم‌سطح دریاست و بلندترین نقطه‌اش فقط ۱۰۵ متر ارتفاع دارد. در مرکز فلوریدا، خط‌الرأس دریاچه ولز قرار دارد که ارتفاعش بین ۳۰ تا ۹۵ متر متغیر است. در جنوب فلوریدا هم مناطق پست‌تری مثل اورگلیدز دیده می‌شوند. مساحت کل فلوریدا ۱۷۰ هزار کیلومترمربع است که ۳۱ هزار کیلومترمربع آن را آب تشکیل می‌دهد. فلوریدا جزایر سدی، جزایر حرا، باتلاق‌ها، جنگل‌های درختان چوب سخت، کاج و جنگل‌های مسطح زیادی دارد.

## جزئیات جغرافیایی
بیشتر فلوریدا روی شبه‌جزیره‌ای قرار دارد که از جنوب شرقی قاره آمریکای شمالی بیرون زده و آب‌های اقیانوس اطلس را از خلیج مکزیک جدا می‌کند و به سمت کوبا و دریای کارائیب اشاره دارد. فلوریدا تنها با دو ایالت دیگر مرز زمینی دارد، هر دو در مرز شمالی آن: جورجیا (شرق) و آلاباما (غرب). نزدیک‌ترین قلمرو خارجی، جزیره بیمینی در باهاما است که حدود ۸۰ کیلومتر در شرق نوک جنوبی این ایالت قرار دارد. فلوریدا جنوبی‌ترین ایالت از ۴۸ ایالت هم‌مرز ایالات متحده است و شمالی‌ترین نقطه آن حدود ۱۶۰ کیلومتر دورتر از مرز جنوبی کالیفرنیا قرار دارد. فلوریدا کیز، مجموعه‌ای از جزایر هلالی شکل که جنوبی‌ترین بخش ایالت را تشکیل می‌دهند، تا حدود ۱۲۰ کیلومتری مدار رأس‌السرطان امتداد دارند. خط ساحلی دریایی فلوریدا در مجموع بیش از ۱۳۵۰۰ کیلومتر است که حدود ۸۲۰۰ کیلومتر آن در امتداد خلیج قرار دارد؛ در بین ایالت‌های آمریکا، فقط آلاسکا خط ساحلی طولانی‌تری دارد. فلوریدا دارای ۴۵ اکوسیستم زمینی است که از جزایر کوچک با جنگل‌های نیمه‌گرمسیری و سرزمین‌های صخره‌ای گرفته تا دشت‌های خشک وسیع، تپه‌های شنی، درختچه‌زارها، جنگل‌های مسطح و جنگل‌های دشت سیلابی را شامل می‌شود. علیرغم تغییر اندک در ارتفاع، تفاوت چند فوتی در شبه‌جزیره فلوریدا می‌تواند منجر به تغییرات عمده در چشم‌انداز شود. به عنوان مثال، در جنگل‌های مسطح، افت‌های تقریباً نامحسوس در ارتفاع، ترکیبی از باتلاق‌های فرورفته، باتلاق‌های گنبدی و دشت‌های مرطوب را ایجاد می‌کند. توپوگرافی در پن‌هندل (شمال غربی فلوریدا) که صخره‌های بلند و سیستم‌های دره‌ای شیب‌دار در کنار رودخانه آپالاچیکولا و شاخه‌های آن قرار دارند، به طرز چشمگیرتری تغییر می‌کند.
۱۲۰۰ مایل خط ساحلی این ایالت، از جمله خورها، بسترهای علف دریایی، باتلاق‌های حرا، و صخره‌های مرجانی، همراه با هزاران دریاچه آب شیرین داخلی، رودخانه‌ها، نهرها و چشمه‌ها، از جوامع آبی متعددی پشتیبانی می‌کنند. خطوط ساحلی فعلی و تاریخی فلوریدا بر زمین‌شناسی آن نیز تأثیر می‌گذارد. بالا آمدن و پایین رفتن دریاها در طول هزاران سال مقادیر زیادی سنگ آهک را رسوب داده و منجر به فراوانی ویژگی‌های کارستی مانند فروچاله‌ها، غارها، فرورفتگی‌ها، رخنمون‌های سنگ آهک و بیش از ۳۰۰ چشمه بزرگ آرتزین شده است. مجموعه‌ای از پشته‌های شنی در شبه‌جزیره مرکزی زمانی جزایر احاطه شده توسط دریای وسیع بودند و گیاهان و حیواناتی را که به گونه‌های منحصر به فرد تبدیل شده‌اند، منزوی می‌کردند. جغرافیای شبه‌جزیره‌ای این ایالت، مناطق معتدل و نیمه‌گرمسیری را در بر می‌گیرد که همراه با زمین‌شناسی و آب و هوای متمایز آن، به تنوع زیستگاه و همچنین مجموعه‌ای شگفت‌انگیز از گونه‌ها کمک می‌کند. جغرافیای فلوریدا را می‌توان به دسته‌های طبیعی مانند حوزه‌های آبخیز، کریدورها و مناطق بوم‌شناختی تقسیم کرد که می‌توانند به برنامه‌ریزی حفاظت و اولویت‌بندی کمک کنند.
آب و هوای فلوریدا در مناطق جنوبی نیمه گرمسیری و گرمسیری است. دما به ندرت در زمستان به زیر صفر می‌رسد و تابستان‌ها گرم و مرطوب است. بیشتر فلوریدا در نزدیکی سطح دریا یا در نزدیکی آن با ارتفاع کمتر از ۱۲ فوت قرار دارد. بالاترین نقطه ۳۴۵ فوت بالاتر از سطح متوسط دریا در بریتون هیل در شهرستان والتون است. این مکان در واقع بسیار نزدیک به مرز شمالی فلوریدا است، بنابراین نشان دهنده ارتفاع فلوریدا نیست. ریج دریاچه ولز با یک پشته شنی باریک که از شمال به جنوب در مرکز فلوریدا می‌گذرد، نماینده‌تر از ارتفاع در فلوریدا است. این خط الراس از حدود ۱۰۰ فوت تا ۳۱۲ فوت در کوه Sugarloaf در شهرستان لیک متغیر است. فلوریدا همچنین دارای مناظر و تپه‌های شنی است که در امتداد مناطق ساحلی قرار دارند. قسمت جنوبی فلوریدا از مرکز فلوریدا به سمت جنوب، مناطق پست‌تری است که شامل اورگلیدز و باتلاق‌ها و مرداب‌های کم ارتفاع می‌شود. میامی و به‌طور کلی جنوب فلوریدا در برابر بالا آمدن سطح دریا آسیب‌پذیر است. مساحت کل ۶۵۷۵۸ مایل مربع است که ۱۲۱۳۳ مایل مربع آن مناطق آبی است. فلوریدا دارای ویژگی‌های جغرافیایی متنوعی از جمله جزایر سدی، جزایر حرا، باتلاق‌ها، درختان چوب سخت، کاج و جنگل‌های مسطح است.

## پن‌هندل
جغرافیای منحصر به فرد فلوریدا دلیل تمرکز جمعیت در قسمت جنوبی ایالت است. فلوریدا شکل شبه جزیره‌ای متمایزی دارد، به‌طوری که قسمت جنوبی آن شبه جزیره و قسمت شمالی آن پن‌هندل (به معنی دسته‌ماهیتابه) نامیده می‌شود.
پن‌هندل فلوریدا به بخش شمال غربی ایالت فلوریدا در آمریکا گفته می‌شود. این منطقه نواری باریک از زمین است که از شمال و غرب به آلاباما، از شمال به جورجیا و از جنوب به خلیج مکزیک محدود می‌شود. مرز شرقی آن به صورت قراردادی تعیین شده است. پن‌هندل فلوریدا فرهنگ جنوبی متمایزی دارد و نسبت به سایر مناطق فلوریدا، ارزش‌های سنتی‌تری در آن حاکم است. این منطقه به خاطر مهمان‌نوازی جنوبی و فضای محافظه‌کارانه‌اش شناخته می‌شود. پن‌هندل عمدتاً روستایی است و با جنگل‌های کاج و سواحل گردشگری در امتداد خلیج مکزیک مشخص می‌شود. این منطقه دارای شهرهای ساحلی کوچک است. پن‌هندل دارای آب و هوای نیمه‌گرمسیری مرطوب است که با تابستان‌های گرم و مرطوب و زمستان‌های معتدل مشخص می‌شود. این آب و هوا برای فعالیت‌های تفریحی در فضای بازمانند ماهیگیری، قایق‌سواری و شنا مناسب است. اقتصاد پن‌هندل فلوریدا به‌طور سنتی بر پایه کشاورزی، جنگلداری، ماهیگیری و گردشگری استوار بوده است. در سال‌های اخیر، بخش‌های مراقبت‌های بهداشتی و آموزش نیز در این منطقه رشد کرده‌اند. تالاهاسی، پایتخت ایالت فلوریدا و بزرگ‌ترین شهر در پن‌هندل است. پنساکولا یک شهر ساحلی تاریخی با پایگاه‌های نظامی مهم است. دستین یک مقصد گردشگری محبوب به خاطر سواحل آن است. پاناما سیتی بیچ یک شهر ساحلی پر جنب و جوش با تفریحات شبانه و جاذبه‌های گردشگری است.
پن‌هندل با باتلاق‌ها، حراها و تالاب‌ها مشخص می‌شود و در مقایسه با سواحل شنی جنوب، خط ساحلی آن کمتر جذاب است. این تفاوت در جاذبه‌های طبیعی عامل اصلی تراکم جمعیت پایین‌تر در شمال است.
دلیل دیگر کمبود بنادر طبیعی و رودخانه‌های قابل کشتیرانی در پن‌هندل است. این امر توسعه اقتصادی را در گذشته محدود کرده و جذابیت منطقه را برای ساکنان و مشاغل کاهش داده است. در مقابل، جنوب فلوریدا دارای بنادر طبیعی و آبراه‌های گسترده است که باعث رونق صنایع تجارت و گردشگری شده است. این توسعه اقتصادی منجر به رشد مناطق کلانشهری بزرگ در جنوب فلوریدا شده است.
آب و هوا نیز در توزیع جمعیت نقش دارد. شمال فلوریدا زمستان‌های خنک‌تری را تجربه می‌کند، در حالی که جنوب فلوریدا آب و هوایی دائماً گرم و استوایی دارد. جذابیت آب و هوای گرم در تمام طول سال، بازنشستگان و کسانی را که به دنبال سبک زندگی آفتابی هستند، به شدت به خود جلب می‌کند و رشد جمعیت را بیشتر به سمت جنوب سوق می‌دهد.
فلوریدا از طریق معاهدات تاریخی و توافقات ارضی که به اوایل دهه ۱۸۰۰ بازمی‌گردد، پن‌هندل را به دست آورد. مرزهای فعلی از طریق ترکیبی از ادعاهای استعماری، مذاکرات ارضی و تصمیمات ایالتی ایجاد شده است. در زمان این مذاکرات، تأکید اقتصادی و راهبردی کمی بر منطقه پن‌هندل وجود داشت که منجر به کاهش اختلافات احتمالی بر سر مالکیت آن شد.

## آب و هوای شدید

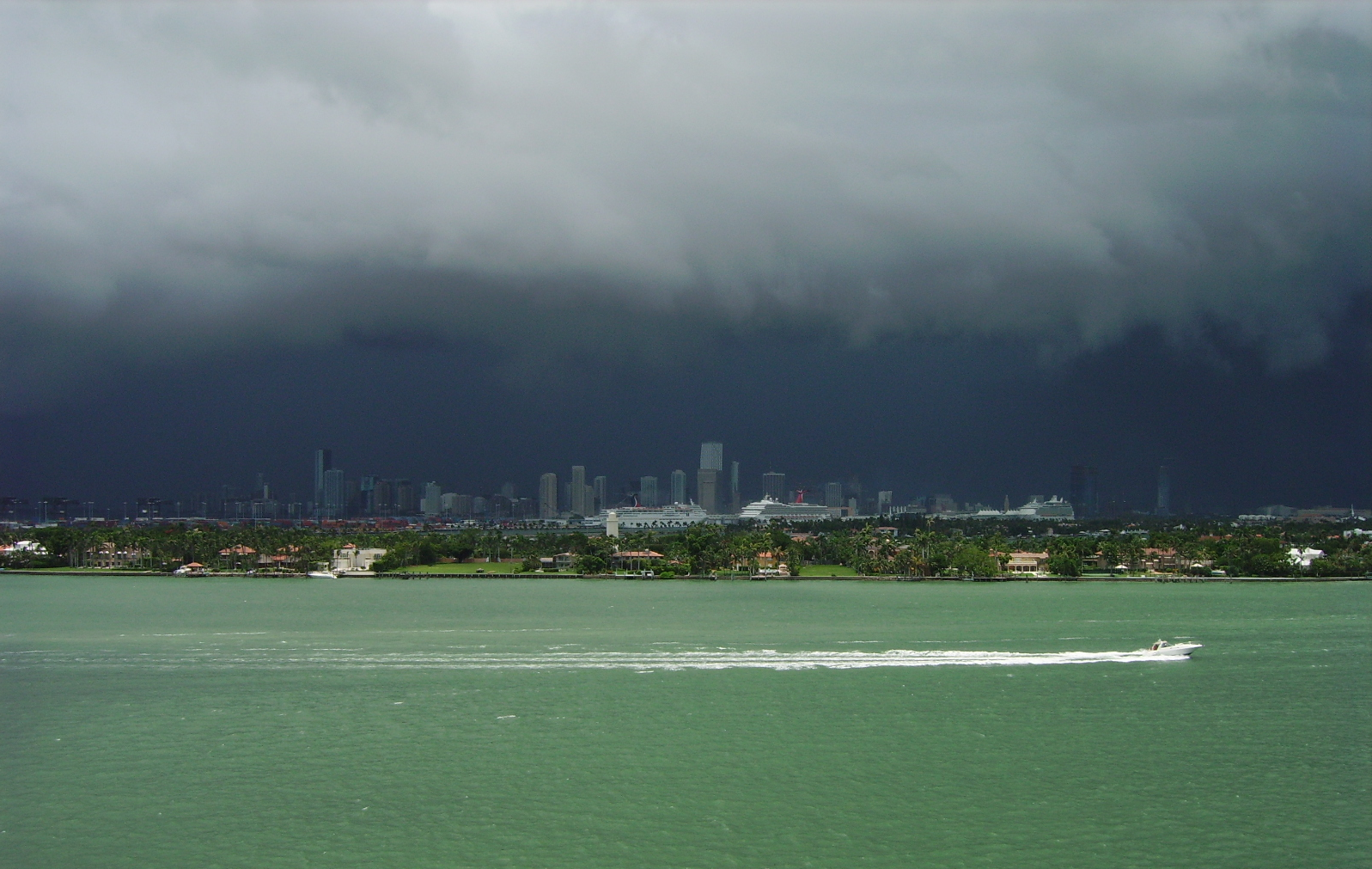
رگبار معمولی بعدازظهر تابستان از اورگلیدز که به سمت شرق بر فراز مرکز شهر میامی حرکت می‌کند

فلوریدا لقب «ایالت آفتاب» را دارد، اما آب و هوای شدید در این ایالت رایج است. فلوریدای مرکزی به عنوان پایتخت آذرخش ایالات متحده شناخته می‌شود، زیرا بیش از هر جای دیگری در این کشور رعد و برق را تجربه می‌کند. فلوریدا بالاترین میانگین بارندگی را در بین هر ایالت دارد، تا حد زیادی به این دلیل که توفان تندری بعد از ظهر در بیشتر ایالت از اواخر بهار تا اوایل پاییز رایج است. یک روز خوب ممکن است با یک طوفان قطع شود و تنها یک ساعت یا بیشتر بعد به آفتاب برگردد. این رعد و برق‌ها که در اثر برخوردهای زمینی توده‌های هوای مرطوب از خلیج مکزیک و اقیانوس اطلس ایجاد می‌شوند، در اوایل بعد از ظهر ظاهر می‌شوند و می‌توانند بارش‌های شدید، بادهای شدید و گاهی اوقات، پیچند را به همراه داشته باشند. فلوریدا در گردباد در هر مایل مربع (هنگام شامل پیچند دریایی)، پیشتاز ایالات متحده است، اما معمولاً به شدت گردبادهای ایالت‌های غرب میانه آمریکا و دشت‌های بزرگ نمی‌رسند. تگرگ اغلب با شدیدترین رعد و برق‌ها همراه است.
بخش شرقی باریکی از ایالت از جمله اورلاندو و جکسون‌ویل سالانه بین ۲۴۰۰ تا ۲۸۰۰ ساعت نور خورشید دریافت می‌کند. بقیه ایالت، از جمله میامی، سالانه بین ۲۸۰۰ تا ۳۲۰۰ ساعت دریافت می‌کنند.

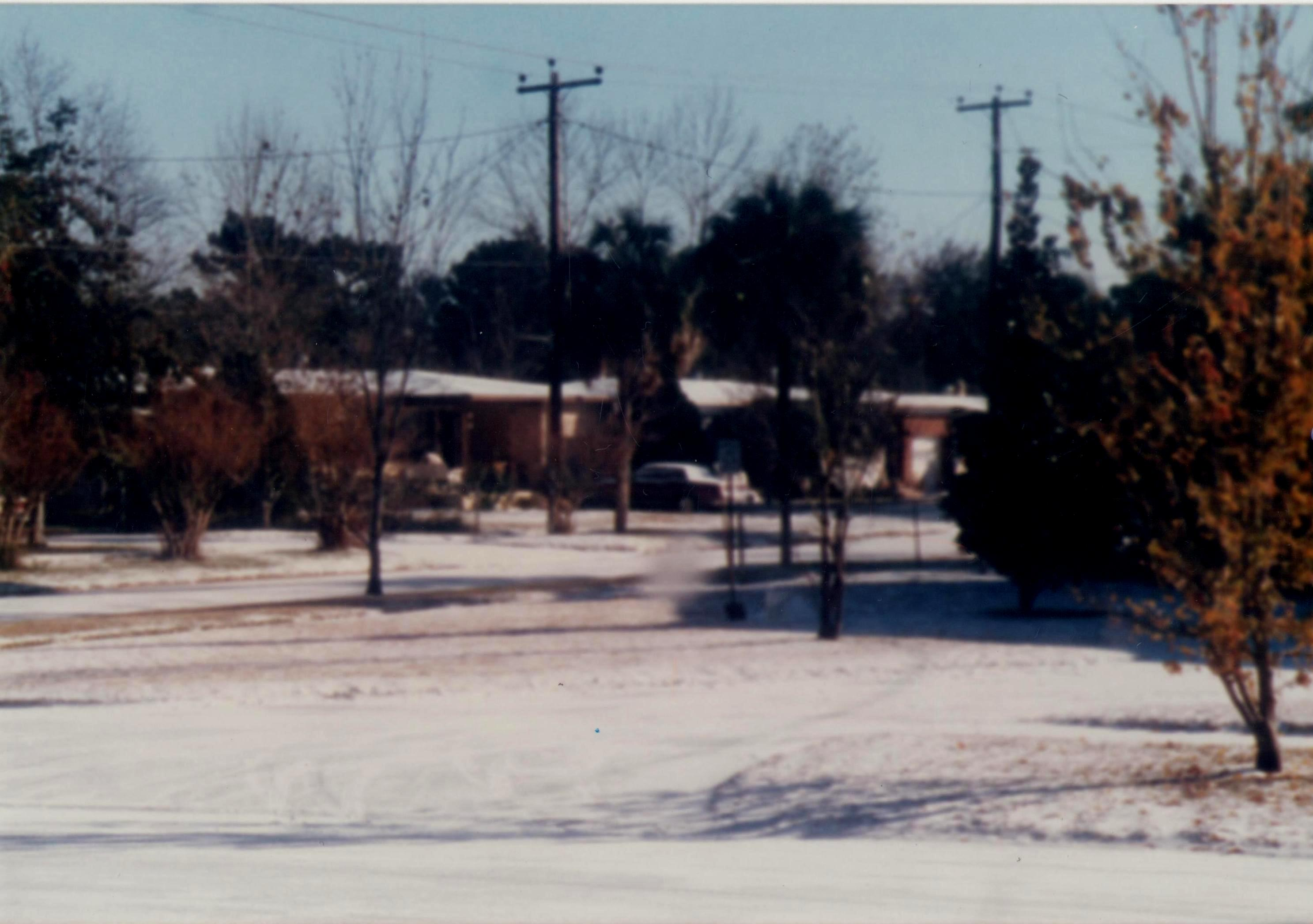
برف در فلوریدا بسیار غیر معمول است، اما حداقل یک بار در هر شهر بزرگ فلوریدا رخ داده است؛ برف گاهی اوقات در شمال فلوریدا می‌بارد

برف در فلوریدا یک رویداد نادر است، به خصوص در شبه‌جزیره. در طول کولاک بزرگ ۱۸۹۹، فلوریدا شرایط کولاک را تجربه کرد؛ منطقه خلیج تمپا برف «اثر خلیج» داشت، مشابه برف متأثر از دریاچه در منطقه دریاچه‌های بزرگ. در طول کولاک ۱۸۹۹ تنها زمانی بود که دمای هوا در فلوریدا به زیر ۰ درجه فارنهایت (-۱۸ درجه سانتیگراد) رسید. گسترده‌ترین بارش برف در تاریخ فلوریدا در ۱۹ ژانویه ۱۹۷۷ رخ داد، زمانی که برف در بیشتر ایالت بارید و بارش برف تا جنوب هومستد ادامه داشت. بارش برف همچنین در میامی بیچ برای تنها بار در تاریخ ثبت شده بارید. یخبندان شدید در سال ۲۰۰۳ باعث بارش برف در سواحل اقیانوس اطلس تا جنوب دماغه کاناورال شد.
طوفان شدید سال ۱۹۹۳ شرایط کولاک را به پن‌هندل آورد، در حالی که باران شدید و گردباد شبه‌جزیره را فرا گرفت. اعتقاد بر این است که این طوفان از نظر ترکیب مشابه چرخند گرمسیری بوده است، برخی از مناطق ساحلی خلیج حتی خیزآب شش فوت یا بیشتر را مشاهده کردند. اخیراً، در طی یک رویداد یخبندان شدید در ژانویه ۲۰۱۰، اثری از برف و تگرگ در مرکز فلوریدا بارید. در شمال کریدور I-4، عمدتاً به شکل تگرگ، تجمع جزئی وجود داشت.